# Mieczysław Kwiatkowski (geodeta)
Mieczysław Kwiatkowski (ur. 13 grudnia 1921 we Lwowie, zm. 9 maja 1994) – polski geodeta.

## Życiorys
Mieczysław Kwiatkowski urodził się 13 grudnia 1921 roku we Lwowie i tamże w 1939 zdał małą maturę, a w roku 1941 ukończył liceum. W czasie II wojny światowej pracował jako pomocnik mierniczego w Niemieckim Kolejowym Urzędzie Mierniczym we Lwowie, biorąc jednocześnie udział w akcjach sabotażowych Armii Krajowej.
W roku 1946 przeprowadził się do Bytomia rozpoczynając pracę jako technik-mierniczy w dziale mierniczym Kopalni Węgla Kamiennego Miechowice. Najpierw ukończył, jako ekstern, 2-letnie Liceum Geodezyjne w Katowicach, a w roku 1949 zdał egzamin eksternistyczny w Liceum Mierniczym w Warszawie z tytułem mierniczego. W roku 1967, po zdaniu egzaminu przed Państwową Komisją Weryfikacyjną przy Akademii Górniczo-Hutniczej w Krakowie, został inżynierem geodetą w zakresie geodezji inżynieryjno-przemysłowej.
W 1949 roku Kwiatkowski rozpoczął pracę we wrocławskim Biurze Terenowym Państwowego Przedsiębiorstwa Mierniczego Oddział Terenowy w Poznaniu. Później pracował jako starszy inspektor ds. produkcji oraz kierownik wrocławskiego Działu Robót w Katowickim Okręgowym Przedsiębiorstwie Mierniczym. W 1958 roku został zastępcą dyrektora, od 1963 do 1969 był naczelnym inżynierem, a w 1970 został dyrektorem Wrocławskiego Okręgowego Przedsiębiorstwa Mierniczego. W latach 1970–1982 był dyrektorem ds. produkcji w Okręgowym Przedsiębiorstwie Geodezyjno-Kartograficznym we Wrocławiu. Ponadto w latach 1964–1976 wykładał przedmioty zawodowe w Technikum Geodezyjnym we Wrocławiu.
Mieczysław Kwiatkowski od roku 1950 był członkiem Stowarzyszenia Geodetów Polskich (SGP). Pełnił m.in. funkcję skarbnika oraz członka zarządu, był przewodniczącym Zarządu Oddziału (1967–1969), a od 1969 do 1992 roku wiceprzewodniczącym Zarządu. Był również członkiem Rady Wojewódzkiej Naczelnej Organizacji Technicznej. Zmarł 9 maja 1994 roku.

## Odznaczenia
Mieczysław Kwiatkowski został odznaczony m.in.:
- Krzyżem Oficerskim i Kawalerskim Orderu Odrodzenia Polski,
- Złotym i Srebrnym Krzyżem Zasługi,
- Medalem 30-lecia Polski Ludowej,
- Medalem 40-lecia Polski Ludowej.

Ponadto został uhonorowany m.in.: Złotą Odznaką „Zasłużony dla województwa wrocławskiego i miasta Wrocławia”, odznakami „Zasłużony Pracownik Rolnictwa” i „Zasłużony Pracownik Gospodarki Terenowej i Ochrony Środowiska”, złotą odznaką „Za zasługi w dziedzinie geodezji i kartografii”, złotą i srebrną Odznaką Honorową NOT i złotą SGP oraz tytułem Członka Honorowego SGP.